# Distracción
Distracción est une municipalité située dans le département de La Guajira, en Colombie.